# Atorella subglobosa
Atorella subglobosa is een schijfkwal uit de familie Atorellidae. De kwal komt uit het geslacht Atorella. Atorella subglobosa werd in 1902 voor het eerst wetenschappelijk beschreven door Vanhöffen. 